# Conseil national des musulmans canadiens
Le Conseil national des musulmans canadiens (CNMC) est un lobby, basé à Ottawa, Ontario,,, de défense des libertés civiles et de défense des droits des musulmans du Canada. Le NCCM était auparavant connu sous le nom de Conseil canadien sur les relations américano-islamiques (CAIR.CAN).

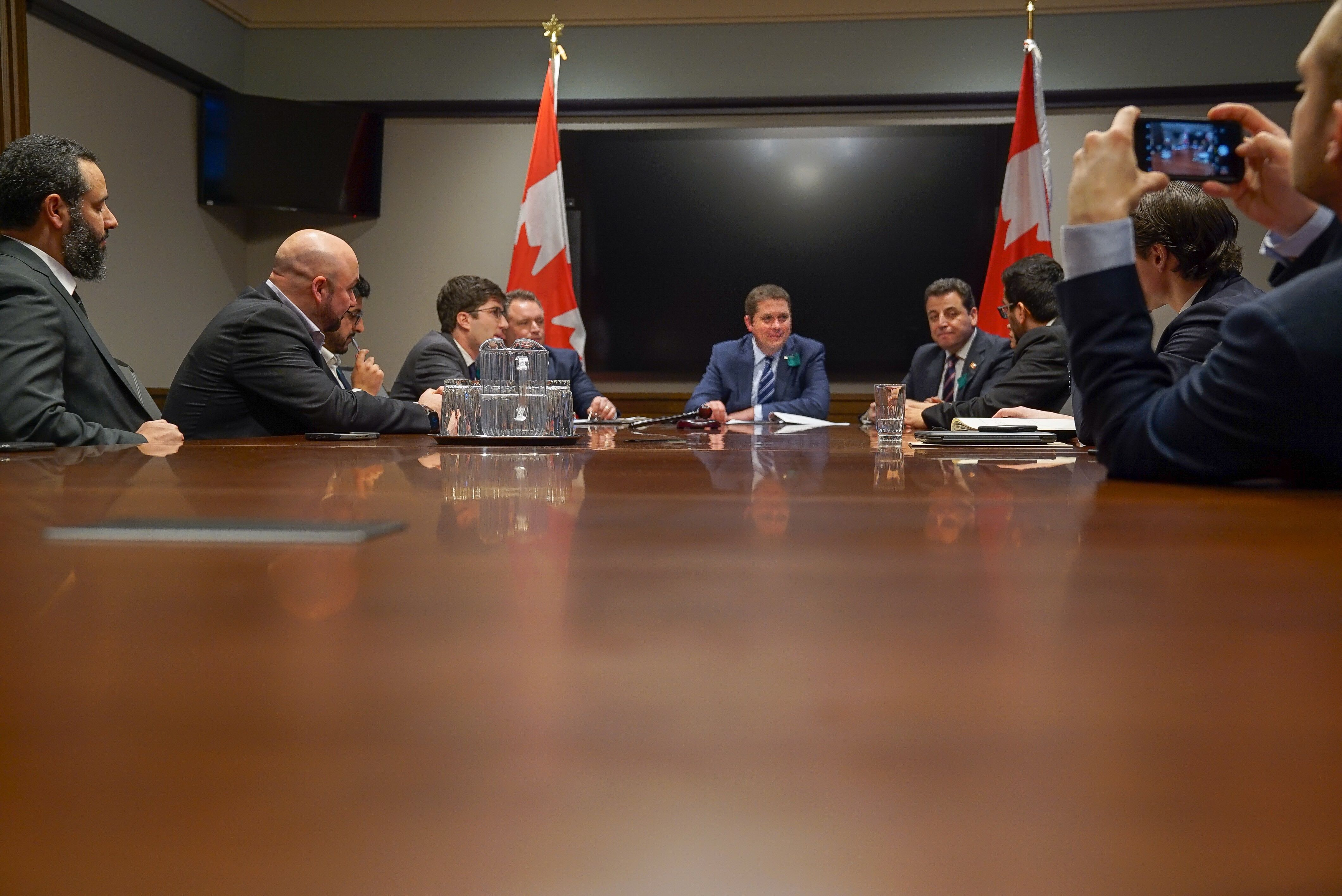
Rencontre d'une délégation du Conseil national des musulmans canadiens avec Andrew Scheer à Ottawa en 2020

Le CNMC est actif dans les domaines des droits de l'homme et des libertés civiles, des relations avec les médias et du plaidoyer public Le CNMC commente les problèmes actuels, fournit des services antidiscrimination, produit de nombreuses publications et publie des éditoriaux fréquents dans les journaux canadiens.

## Historique
En 2014, le NCCM a poursuivi en justice l'ancien Premier ministre canadien Stephen Harper et son porte-parole, Jason MacDonald, pour avoir allégué que l'organisation entretenait des "liens documentés" avec le Hamas, un groupe terroriste désigné au Canada. En février 2015, Jason MacDonald a été interrogé sous serment dans l'affaire de diffamation et Stephen Harper a revendiqué le privilège parlementaire pour éviter de témoigner. Le même mois, MacDonald a démissionné de ses fonctions de directeur des communications du premier ministre. En mars 2017, dans un règlement annoncé publiquement du procès en diffamation, Jason MacDonald a admis que ses déclarations concernant le CNMC étaient inexactes. Le gouvernement du Canada a également publié un communiqué [traduction] "pour désavouer la suggestion de MacDonald selon laquelle le conseil aurait des liens terroristes".
Selon le recensement de 2001, il y avait 579 640 musulmans au Canada, un peu moins de 2% de la population. En 2006, la population musulmane canadienne était estimée à 783 700 personnes, soit environ 2,5%.
Le CNMC a participé à la contestation judiciaire de deux lois québécoises : la Loi sur la neutralité religieuse en 2017, puis la Loi sur la laïcité de l'État.

## Critique
Le Journal de Montréal considère le Conseil national des musulmans canadiens comme « une organisation islamiste ». L'organisation commanditerait des congrès marqués par la présence « d’orateurs extrémistes » comme l’imam Siraj Wahhaj qui, dans le passé, a comparé l’homosexualité à une maladie ou Adam al-Kawthari qui « défend le coupage de main en cas de vol » dans les pays islamiques et explique qu’un homme peut battre sa femme, faiblement si celle-ci « commet des abus physiques ou verbaux ou si elle viole les règles de l’islam » ou encore Mufti Hussain Kamani, de l’institut Qalam, une organisation ayant publié un manuel qui enjoint notamment aux musulmans d’être propres et purs de façon à «ne pas ressembler aux Juifs ». Ce dernier a par ailleurs déclaré que dans la religion islamique les gens qui commettent l’adultère ou ont des relations sexuelles hors mariage doivent être lapidés à mort.